# 세르보크로아트어
세르보크로아트어, 또는 세르보크로아트보스니아어(SCB), 보스니아-크로아티아-세르비아어(BCS), 보스니아-크로아티아-몬테네그로-세르비아어(BCMS)는 구 유고슬라비아 지역인 세르비아, 크로아티아, 보스니아 헤르체고비나, 몬테네그로에서 사용되는 남슬라브어군의 언어이다.
정치적인 이유로 오늘날에는 국가들이 각각 세르비아어, 크로아티아어, 보스니아어, 몬테네그로어의 서로 다른 4가지 표준어를 설정함으로써 다중심언어가 되었으나, 이들은 모두 상호 의사소통이 가능하여 사실상 같은 언어로 여겨지는 경우가 많다. 한편 세르비아크로아티아어는 1991년까지 존속한 유고슬라비아 사회주의 연방 공화국에서 슬로베니아어, 마케도니아어와 함께 공용어로 사용되었었다.

## 개요와 역사
세르보크로아트어는 정치적, 문화적인 사유로 오래전부터 갈라졌던 세르브인과 크로아트인의 언어를 통합, 정리한 언어이다. 11세기에 이미 동일한 뿌리를 가진 이들 언어에 의한 문헌이 있었으나, 세르브인은 정교회를, 크로아트인은 가톨릭을 받아들이면서 차이가 나타났고, 문자도 각각 키릴 문자와 라틴 문자를 독자적으로 사용했다.
19세기에 범슬라브주의가 일어나면서 이들 언어의 부흥 운동이 고조되었고 1918년 출범한 세르브인 크로아트인 슬로벤인 왕국(1929년 유고슬라비아 왕국으로 개칭)의 공용어로 세르보크로아토슬로벤어(Srpskohrvatskoslovenački jezik / Српскохрватскословеначки језик, 슬로베니아어: Srbohrvaškoslovenski jezik)가 지정됐다. 그러나, 슬로벤인의 언어는 다른 서부 남슬라브어군 언어와 차이가 크기 때문에 독자적인 슬로베니아어로 정리되었고, 세르비아, 크로아티아, 보스니아 헤르체고비나, 몬테네그로 지역의 방언들을 정리하여 세르보크로아트어가 형성됐다. 민족 통합을 중시한 유고슬라비아 사회주의 연방 공화국에서는 중요한 공용어로 널리 쓰였고, 베오그라드 지역을 중심으로 한 세르비아 중부 방언을 표준어로 제정했다. 이에 대해서 자그레브를 중심으로 한 크로아트인의 반발도 있었는데, 이들은 크로아티아어가 세르비아어와 다른 언어라는 것을 입증하고자 독자성을 강조했다.
1991년 유고슬라비아 붕괴 후 독립한 크로아티아와 보스니아 헤르체고비나에서는 결국 크로아티아어와 보스니아어라는 독자적인 공용어를 채택했고, 1997년 신 유고슬라비아 연방도 공용어를 세르보크로아트어에서 세르비아어로 바꾸었다. 이후 세르비아와 몬테네그로도 분리되면서 2007년에 세르비아어의 방언인 몬테네그로어를 공용어로 채택하였다.

## 문자
세르보크로아트어의 표기는 여러 문자가 사용되었는데, 가장 오래된 문헌은 11세기에 글라골 문자로 쓰여진 것이다. 크로아티아 해안 지대를 중심으로 글라골 문자가 사용되거나 라틴 문자와 그리스 문자가 변형된 형태로 사용되기도 했다. 그러나, 언어 통합 운동 이후 키릴 문자와 라틴 문자를 이용한 정서법이 확립되어 유고슬라비아 성립 이래 이 두 문자만이 사용되었다.
현재 세르비아어, 보스니아어, 몬테네그로어는 두 문자를 모두 사용하고 있으며, 크로아티아어는 라틴 문자만을 사용한다. 두 문자를 모두 사용하는 언어 중에서도 세르비아어는 키릴 문자를, 보스니아어와 몬테네그로어는 라틴 문자를 더 많이 쓰며, 이들 언어는 두 문자 간에 일대일 대응 관계가 확립되어 있다.
로마 문자에서 키릴 문자로
| A | a | B  | b  | C | c | Č | č | Ć  | ć  | D | d | Dž | dž | Đ | đ | E | e | F | f | G | g | H | h | I | i | J | j | K | k |
| А | а | Б  | б  | Ц | ц | Ч | ч | Ћ  | ћ  | Д | д | Џ  | џ  | Ђ | ђ | Е | е | Ф | ф | Г | г | Х | х | И | и | Ј | ј | К | к |
| L | l | Lj | lj | M | m | N | n | Nj | nj | O | o | P  | p  | R | r | S | s | Š | š | T | t | U | u | V | v | Z | z | Ž | ž |
| Л | л | Љ  | љ  | М | м | Н | н | Њ  | њ  | О | о | П  | п  | Р | р | С | с | Ш | ш | Т | т | У | у | В | в | З | з | Ж | ж |

키릴 문자에서 로마 문자로
| А | а | Б  | б  | В | в | Г | г | Д | д | Ђ | ђ | Е | е | Ж | ж | З | з | И | и | Ј | ј | К | к | Л | л | Љ  | љ  | М | м |
| A | a | B  | b  | V | v | G | g | D | d | Đ | đ | E | e | Ž | ž | Z | z | I | i | J | j | K | k | L | l | Lj | lj | M | m |
| Н | н | Њ  | њ  | О | о | П | п | Р | р | С | с | Т | т | Ћ | ћ | У | у | Ф | ф | Х | х | Ц | ц | Ч | ч | Џ  | џ  | Ш | ш |
| N | n | Nj | nj | O | o | P | p | R | r | S | s | T | t | Ć | ć | U | u | F | f | H | h | C | c | Č | č | Dž | dž | Š | š |

## 음운

### 닿소리
|        |            | 입술소리 | 치음/ 치경음 | 권설음 | 경구개음/ 치경구개음 | 연구개음 |
| ------ | ---------- | -------- | ------------ | ------ | -------------------- | -------- |
| 비음   | 비음       | m        | n            |        | ɲ                    |          |
| 파열음 | 안울림소리 | p        | t            |        |                      | k        |
| 파열음 | 울림소리   | b        | d            |        |                      | ɡ        |
| 파찰음 | 울림소리   |          |              | ɖʐ     | dʑ                   |          |
| 파찰음 | 안울림소리 |          | ts           | ʈʂ     | tɕ                   |          |
| 마찰음 | 안울림소리 | f        | s            | ʂ      |                      | x        |
| 마찰음 | 울림소리   | v        | z            | ʐ      |                      |          |
| 접근음 | 중설음     | v        |              |        | j                    |          |
| 접근음 | 설측음     |          | l            |        | ʎ                    |          |
| 전동음 | 전동음     |          | r            |        |                      |          |

- m은 /f, ʋ/ 앞에서 ɱ, n은 /k, ɡ/ 앞에서 ŋ으로 소리 난다.
- /t, d, s, z, ts/는 치음, /n, l, r/은 치경음이다. /n, l/은 치음 앞에서 /n̪, l̪/로 소리 난다.
- /ʎ/는 후치경음 /l̻ʲ/이다.
- /ts, f, x/는 유성음 앞에서 /dz, v, ɣ/로 소리 난다.
- 단어의 경계를 가로지르는 모음 사이에서는 성문 파열음(/ʔ/)이 삽입될 수 있다.

### 홀소리
|        | 전설   | 전설   | 중설   | 중설   | 후설   | 후설 |
| 단모음 | 장모음 | 단모음 | 장모음 | 단모음 | 장모음 |      |
| ------ | ------ | ------ | ------ | ------ | ------ | ---- |
| 고모음 | i      | iː     |        |        | u      | uː   |
| 중모음 | e      | eː     |        |        | o      | oː   |
| 저모음 |        |        | a      | aː     |        |      |

## 문법
세르보크로아트어는 굴절어로서, 명사와 형용사에 대해 문법적 격이 존재한다. 문어에서는 슬라브조어 시기부터 존재하던 7개의 격, 곧 주격, 속격, 여격, 대격, 호격, 처격, 도구격이 존재하는데, 현대 세르비아어 표준 방언에서는 처격이 거의 대격과 합쳐졌다. 또한 문법적 성 역시 여성, 남성, 중성의 3가지가 존재하며, 러시아어와는 달리 복수형에서도 성의 구분이 나타난다.

## 같이 보기
- 세르비아어
- 크로아티아어
- 보스니아어
- 몬테네그로어

1. ↑  Wells, John C. (2008), 《Longman Pronunciation Dictionary》 3판, Longman, ISBN 978-1-4058-8118-0
2. ↑  Jones, Daniel (2003),  Peter Roach; James Hartmann; Jane Setter, 편집., 《English Pronouncing Dictionary》, Cambridge: Cambridge University Press, ISBN 978-3-12-539683-8
3. ↑  Čamdžić, Amela; Hudson, Richard (2007). “Serbo-Croat-Bosnian clitics and Word Grammar” (PDF). 《Research in Language》 (UCL Psychology and Language Sciences). doi:10.2478/v10015-007-0001-7. hdl:11089/9540. S2CID 54645947. 2013년 9월 11일에 확인함.
4. ↑  Alexander 2006, XVII쪽.
5. ↑  Thomas, Paul-Louis; Osipov, Vladimir (2012). 《Grammaire du bosniaque, croate, monténégrin, serbe》 [Grammar of Bosnian, Croatian, Montenegrin, and Serbian]. Collection de grammaires de l'Institut d'études slaves (프랑스어) 8. Paris: Institut d'études slaves. 624쪽. ISBN 9782720404900. OCLC 805026664.